# پیتیلیانو
پیتیلیانو (به ایتالیایی: Pitigliano) یک کومونه در ایتالیا است که در استان گروستو واقع شده‌است.

## خصوصیات
پیتیلیانو ۱۰۲٫۸۹ کیلومترمربع مساحت و ۴٬۰۱۴ نفر جمعیت دارد و ۳۱۳ متر بالاتر از سطح دریا واقع شده‌است.